# Вајтвотер контроверза
Вајтвотер контроверза (такође позната као Вајтвотер скандал, или само Вајтвотер) почела је са истрагом о улагању инвестиција Била и Хилари Клинтон у некретнине и њихових сарадника, Џима и Сузан Мекдугал, у Вајтвотер Дивелпмент Корпорејшн, неуспели пословни подухват 1970-их и 1980-их година. 
Матра 1992. године, Њујорк Тајмс објавио је, током председничке кампање, да су Клинтонови, тада гувернер и прва дама Арканзаса, уложили и изгубили новац у Вајтвотер Дивелпмент Корпорејшн. Овај чланак стимулисао је Л. Џен Левис, која је истраживала неуспех Медисон гарантија штедње и зајма, у власништву Мекдугалових. Сагледала је везе између предузећа за штедњу и кредите и Клинтонових, те 2. септембра 1992. поднела кривичну пријаву ФБИ-у, тражећи од Била и Хилари Клинтон да сведоче у случају Медисон гарантија. Амерички адвокат из Литл Рока Чарлс А. Бенкс и ФБИ утврдили су да је захтеву недостајало доказа, али је наставио да га следи. Од 1992. го 1994. Левисова је издала неколико додатних оптужница против Клинтонових и више пута позвала америчко јавно тужилаштво у Литл Року и министарство правде у вези са овим случајем .
Дејвид Хејл, творац кривичних оптужби против Клинтонових, тврдио је у новембру 1993. да га је, као гувернер Арканзаса, Клинтон притискао да узме 300 000 долара незаконитог кредита који му је нудила Сузан Мекдугал, партнерка Клинтонових у Вајтвотер земљишном послу. Клинтонове присталице сматрају Хејлове изјаве сумњивим, јер није спомињао Клинтона у првобитној ФБИ-овој истрази Медисон гарантија 1989. године, већ тек након доласка под оптужницу 1993. године. Истрагом америчке комисије дошло се до закључка да су само Мекдугалови били одговорни за пројекат Вајтвотер, и Клинтонов наследник на позицији гувернера, Џими Гај Такер, био је оптужен на четири године условне казне због превара и његове улоге у овом случају. Сузан Мекдугал касније је одслужила 16 месеци затворске казне због непоштовања суда јер није хтела да одговори на одређена питања која се односе на Вајтвотер. Сами Клинтонови нису никада процесуирани, јер нису могли пронаћи доказе да их ставе у "криминални кош" са осталим осуђенима у вези са овим случајем. Мекдугалови су помиловани од стране председника Клинтона пре него што је отишао са позиције.
Термин Вајтвотер се такође односи и на друге контроверзе из Клинтонове администрације, посебно оне као што су Травелгејт, Фајлгејт и сумњиве смрти Винса Фостера.

## Историја

### Порекло Вајтвотер Дивелпмент Корпорејшна
Бил Клинтон је познавао арканзашког бизнисмена и политичку личност Џима Мекдугала од 1968. године, а малу инвестицију у некретнине имао је с њим 1977. године. Клинтон и Хилари су тражили начин да допуне своје плате: његову од 26 500 долара као арканзашки правобранилац (која ће порасти на 35 000 долара када постане гувернер Арканзаса) и њену од 24 500 долара као партнерке адвокатске канцеларије "Роуз". У то време Родамова почиње своју чувену трговину на сточној берзи. 
У пролеће 1978. године, Мекдугал предлаже Клинтону и Родамовој да се придруже њему и његовој супрузи Сузан Мекдугал у куповини 230 хектара неизграђеног земљишта дуж јужне обале Беле реке код Филопа, Арканзас, на Орзак планини. Циљ је био да се изграде домови за много људи који долазе јужно од Чикага и Детроита, који су били заинтересовани за низак порез на имање, риболов, сплаварење и планински пејзаж. План је био да држе имање неколико година, те да их онда продају и остваре огроман профит. 
Земљиште су копили од четири позајмице од 203 000 долара, а потом пребацили власништво на новоосновани Вајтвотер Дивелпмент Корпорејшн, у ком су све четворо имали по 25% власништва. Њихов слоган је био: "Један викенд овдје и никада нећете желети да живите нигде другде." Посао је регистрован 18. јуна 1979. године.